# Fleischergasse 17, 18, Naundorfer Straße 15, 27, 28, 28a

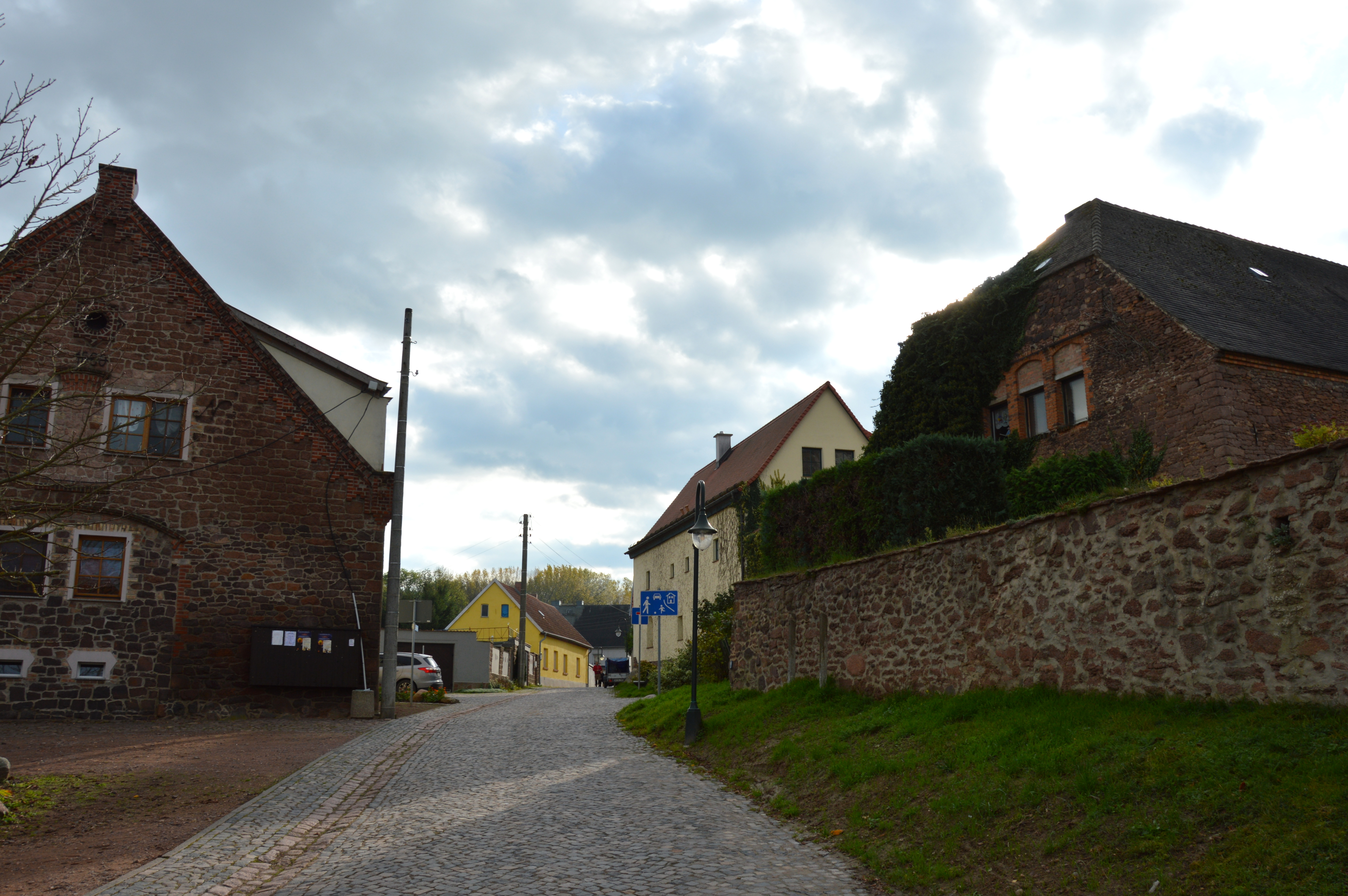
Fleischergasse 17, 18, Naundorfer Straße 15, 27, 28, 28a

Fleischergasse 17, 18, Naundorfer Straße 15, 27, 28, 28a ist ein denkmalgeschützter Platz im zur Gemeinde Petersberg gehörenden Dorf Krosigk in Sachsen-Anhalt.
Er befindet sich im Ortszentrum von Krosigk an der Kreuzung der Straßen Nauendorfer Straße, Fleischergasse und Am Turm unmittelbar südwestlich der Burg Krosigk. Der Platz ist umgeben von einer das Ortsbild prägenden Wohnbebauung aus dem 19. Jahrhundert.
Im örtlichen Denkmalverzeichnis ist der Platz unter der Erfassungsnummer 094 55519 als Denkmalbereich verzeichnet.